# Vlčkovice – Dubský rybník
Přírodní památka Vlčkovice – Dubský rybník je chráněné území nalézající se nedaleko obce Broumovice v okrese Benešov. Důvodem ochrany je ochrana populace kuňky obecné (Bombina bombina).